# Gymnodia delecta
Gymnodia delecta är en tvåvingeart som först beskrevs av Wulp 1896.  Gymnodia delecta ingår i släktet Gymnodia och familjen husflugor. Inga underarter finns listade i Catalogue of Life.